# Xaiyna Chakhaphat
Xaiyna Chakhaphat, Sai Tia Kaphut hay Chakkaphat Phaen Phaeo (sinh 1415 ở Sawa tức Muang Sua; mất 1481 tại Muang Chiang Khaen), danh xưng hoàng gia là Samdach Brhat-Anya Chao Sanaka Chakrapati Raja Phen-Phaeo Bhaya Jayadiya Kabuddha, là một vị vua của Lan Xang. Ông trị vì từ năm 1441 đến năm 1479 thì nhường ngôi.
Ông là con của vua Samsenethai với công chúa vương quốc Ayutthaya. Lúc đầu, ông làm quan cai trị ở Wangburi.
Đất nước Lan Xang 20 năm trước khi Xaiyana Chakhaphat lên trị vì gặp khủng hoảng chính trị. Các phe phái trong hoàng tộc với sự hậu thuẫn của các thủ lĩnh địa phương liên tục tranh giành ngôi vua. Nang Keo Phimpha giữ quyền lực của mình ở Lan Xang bằng cách liên tục lật đổ vua và đua vua mới lên ngôi.
Năm 1438, Nang Keo Phimpha bị giết, Lan Xang rơi vào cảnh không vua. Đất nước tạm thời do hai nhà sư (gồm Phra Maha Satthatoko - trụ trì chùa Wat Phra Keo - và Phra Maha Samuttakote) cùng với 4 vị tướng (Norasing, Noranarai, Noradet và Norara, vốn là con trai của ba học giả người Khmer theo các sư Phra Maha Pasman and Phra Maha Tepafanka từ Angkor sang Lan Xang) quản lý.
Hai nhà sư cùng 4 vị tướng đã mời Xaiyna Chakhaphat về Viêng Chăn làm vua. Được sự ủng hộ của các nhà chùa và của quân đội, Xaiyna Chakhaphat đã cai trị đất nước một cách thuận lợi, giữ cho đất nước ổn định vài chục năm.
Xaiyna Chakhaphat có 10 con trai và bảy con gái. Con trai cả được vua giao cai trị Viêng Chăn, gọi là chao Chienglaw. Năm 1478, Đại Việt tấn công Lan Xang. Chao Chienglaw tử trận. Kinh đô Viêng Chăn bị chiếm một thời gian. Sau khi đã hoàn thành được mục tiêu, quân Đại Việt rút về nước.
Sau khi quân Đại Việt rút lui, vua Xaiyna Chakhaphat trở về kinh đô Viêng Chăn. Nhưng rồi ông nhường ngôi cho con là Thengkham (hay Taentong) là vua Suvarna Banlang.
Ông trở lại Chieng Karn sống đến khi mất năm 1481.